# Marcel Schumann
Marcel Schumann (Lussemburgo, 15 gennaio 1901 – Lussemburgo, 23 aprile 1989) è stato un calciatore lussemburghese, di ruolo centrocampista.

## Carriera
Ha partecipato alle Olimpiadi del 1924.